# Equivalente metabolico di attività
L'equivalente metabolico di attività (in inglese metabolic equivalent of task; MET) è la misura oggettiva del rapporto tra la velocità con cui una persona consuma energia rispetto alla massa di quella persona, durante l'esecuzione di una specifica attività fisica, rispetto a un riferimento fissato per convenzione a 3,5 ml di ossigeno per chilogrammo al minuto, che è approssimativamente equivalente all'energia spesa quando si è seduti in silenzio.
Il concetto MET è stato progettato principalmente per essere utilizzato nelle indagini epidemiologiche, in cui gli intervistati rispondono alla quantità di tempo che dedicano a specifiche attività fisiche; il MET viene utilizzato per fornire stratificazioni mediche generali e linee guida a una popolazione.
Un MET è il rapporto tra il tasso di energia spesa durante un'attività e il tasso di energia spesa a riposo.
Ad esempio, 1 MET è il tasso di dispendio energetico a riposo. Un'attività di 4 MET consuma 4 volte l'energia utilizzata dal corpo a riposo: se una persona svolge un'attività da 4 MET per 30 minuti, ha svolto 4 × 30 = 120 minuti MET (o 2 ore MET) di attività fisica. Una persona potrebbe altrettanto ottenere 120 minuti MET anche svolgendo un'attività da 8 MET per 15 minuti.
Il sovraccarico emodinamico a cui espone un intervento chirurgico medio non è superiore a quello a cui ci si espone eseguendo uno sforzo >4 METs. Per questo motivo questo è ritenuto il cut-off della capacità funzionale di un paziente.
| Attività                                               | MET |
| ------------------------------------------------------ | --- |
| Mangiare, lavorare al computer, vestirsi               | 1   |
| Camminare in casa, cucinare                            | 2   |
| Camminare in piano per 1-2 isolati                     | 3   |
| Rastrellare le foglie e fare il giardino               | 4   |
| Salire un piano di scale o camminare adagio in collina | 5   |
| Giocare a golf                                         | 6   |
| Giocare a tennis                                       | 7   |
| Salire rapidamente le scale                            | 8   |
| Andare in bicicletta a velocità moderata               | 9   |
| Nuotare                                                | 10  |
| Praticare sci di fondo                                 | 11  |
| Correre veloci per lunghe distanze                     | 12  |